# Костић
Костић је српско презиме. Може односити на следеће истакнуте личности:
- Бора Костић (1930–2011), српски фудбалер
- Борис Костић (1887–1963), српски шахиста
- Бранко Костић (1939–2020), црногорски политичар
- Владимир С. Костић (рођен 1953), српски лекар, неуролог и неуронаучник
- Воки Костић (1931–2010), српски композитор
- Вук Костић (рођен 1979), српски глумац
- Дарко Костић (рођен 1980), српски модни креатор
- Зоран Костић (рођен 1964), српски панк рок музичар
- Лаза Костић (1841–1909), српски песник, прозаиста, правник, филозоф, полиглота, публициста и политичар
- Лазо М. Костић (1897–1979), црногорски српски националистички писац, економиста, статичар и доктор права
- Мина Костић (рођена 1975), босанско-српска певачица
- Миодраг Костић (рођен 1959), српски привредник
- Филип Костић (рођен 1992), српски фудбалер